# Floing, Steiermark
Floing är en ort och kommun i distriktet Weiz i förbundslandet Steiermark i Österrike.
Kommunen består av tre orter (Ortschaften) (inom parentes invånarantal 1 januari 2024):
- Floing (452)
- Lebing (459)
- Unterfeistritz (302)